# Саламандра вогняна

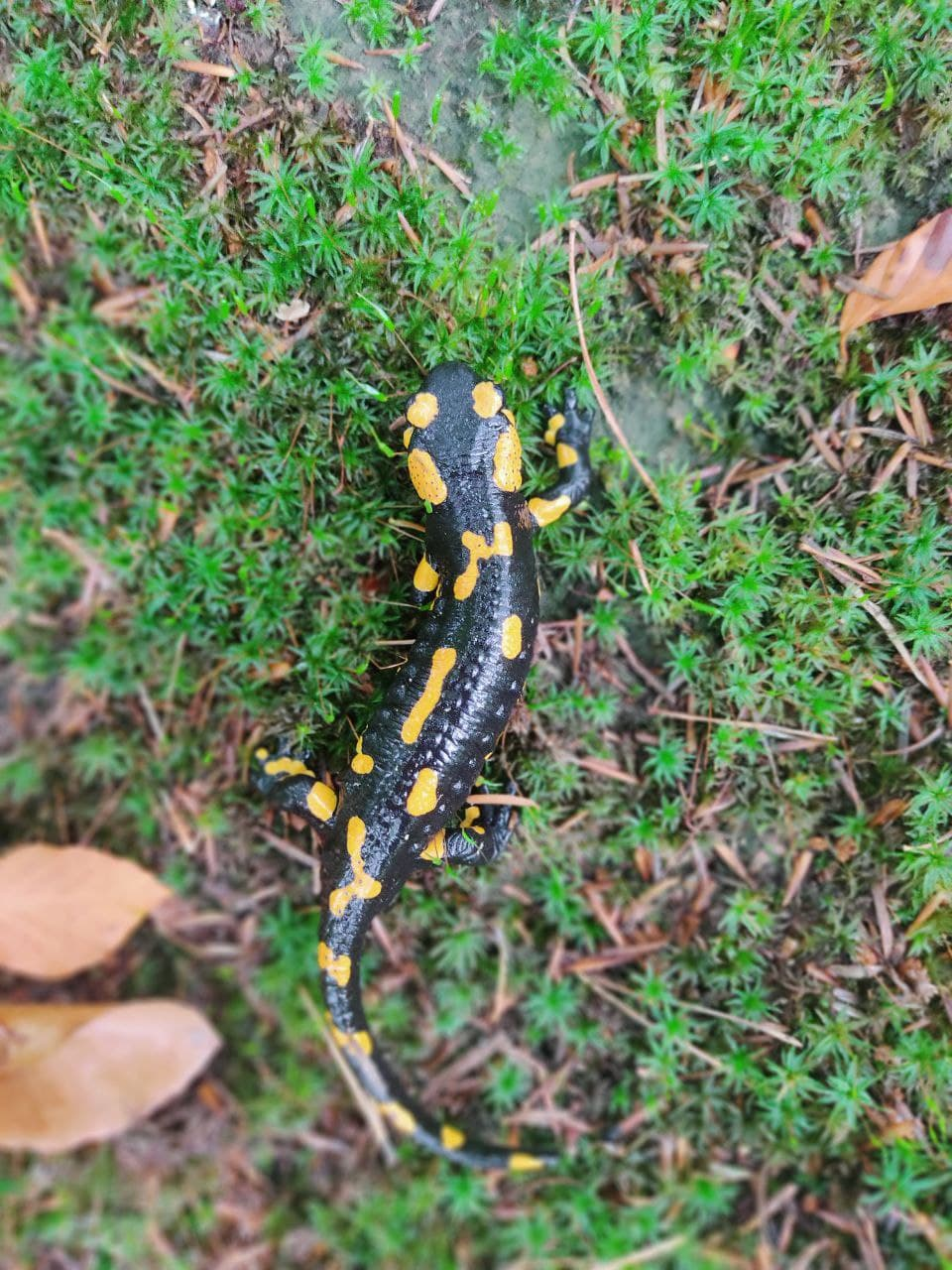
Саламандра вогняна в місті Борислав, Львівщина

Салама́ндра вогня́на́, або плями́ста (Salamandra salamandra) — тварина класу земноводних роду Саламандра (Salamandra). Назва «плямиста саламандра» відноситься також і до іншого виду, Ambystoma maculatum, як і родова назва посилається на велику групу саламандр — хвостатих земноводних із струнким тілом. Інші назви: дощівка, сисмолоко, вогняна ящірка, ящур, сисак, качур. Отруйна амфібія.

## Поширення
Саламандра плямиста живе в лісах і пагорбистій місцевості більшої частини Східної, Південної та Центральної Європи, а також у північній частині Близького Сходу.
Західна межа ареалу захоплює територію Португалії, схід і північ Іспанії, а також Францію. Північна межа ареалу доходить до півночі Німеччини та південній частині Польщі. Східна межа досягає території українських Карпат, Румунії та Болгарії. Дані про популяцію цього виду на сході Туреччини потребують підтвердження.
Також ареал включає в себе території Греції, Угорщини, Італії, Албанії, Андорри, Австрії, Швейцарії, Бельгії, Боснії і Герцеговини, Хорватії, Чехії, Люксембургу, Македонії, Сербії, Чорногорії. Вид не зустрічається на Британських островах.
На території України вид зустрічається в Закарпатській, Івано-Франківській, Чернівецькій та Львівській областях, де живе у букових і смерекових лісах Карпат, піднімається до верхньої межі лісу, населяє криволісся і полонини, зустрічається на узліссях і зрубах. Надає перевагу біотопам з товстим шаром лісової підстилки та моху.

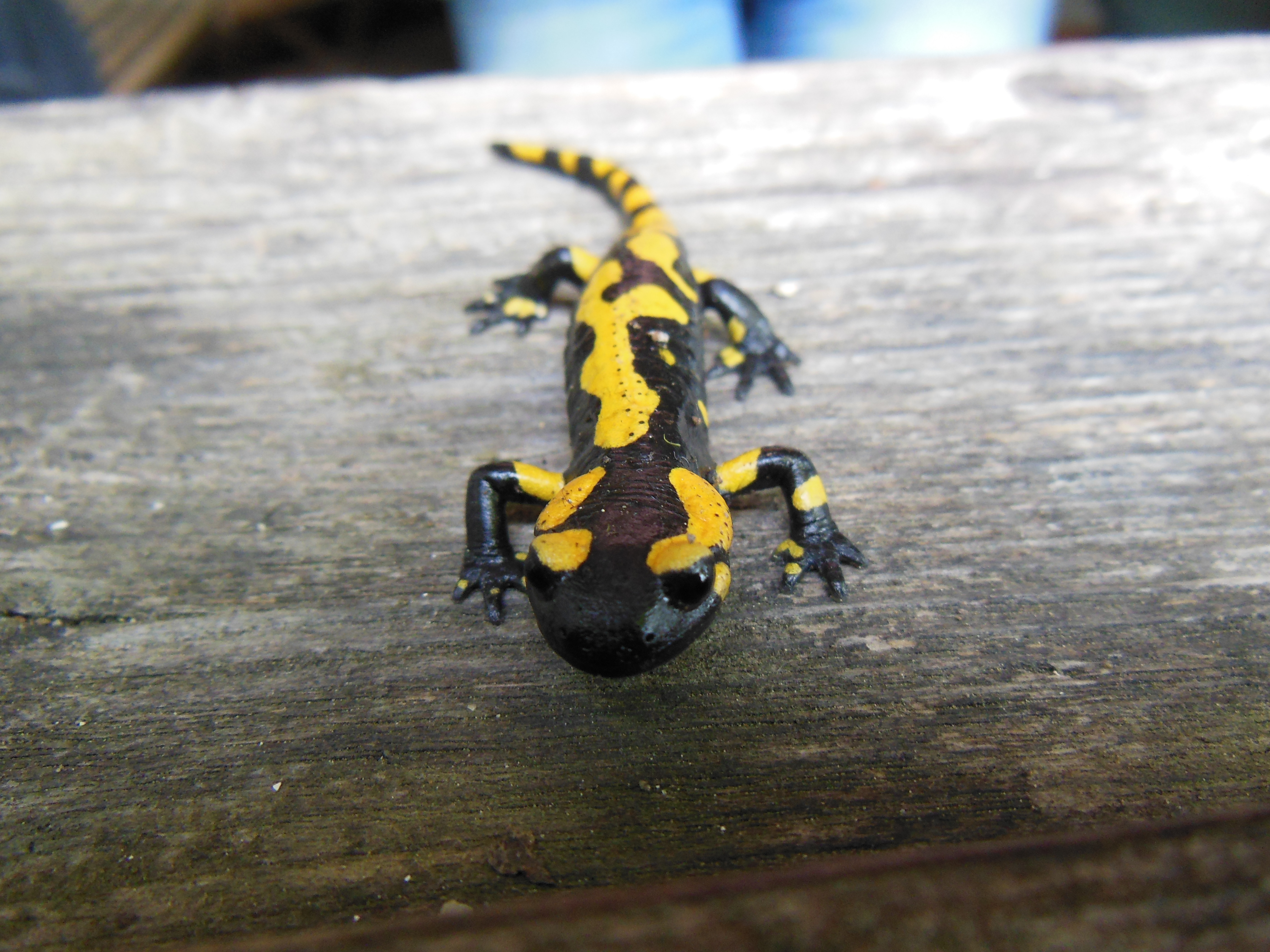
Маленька саламандра на околиці села Мала Уголька

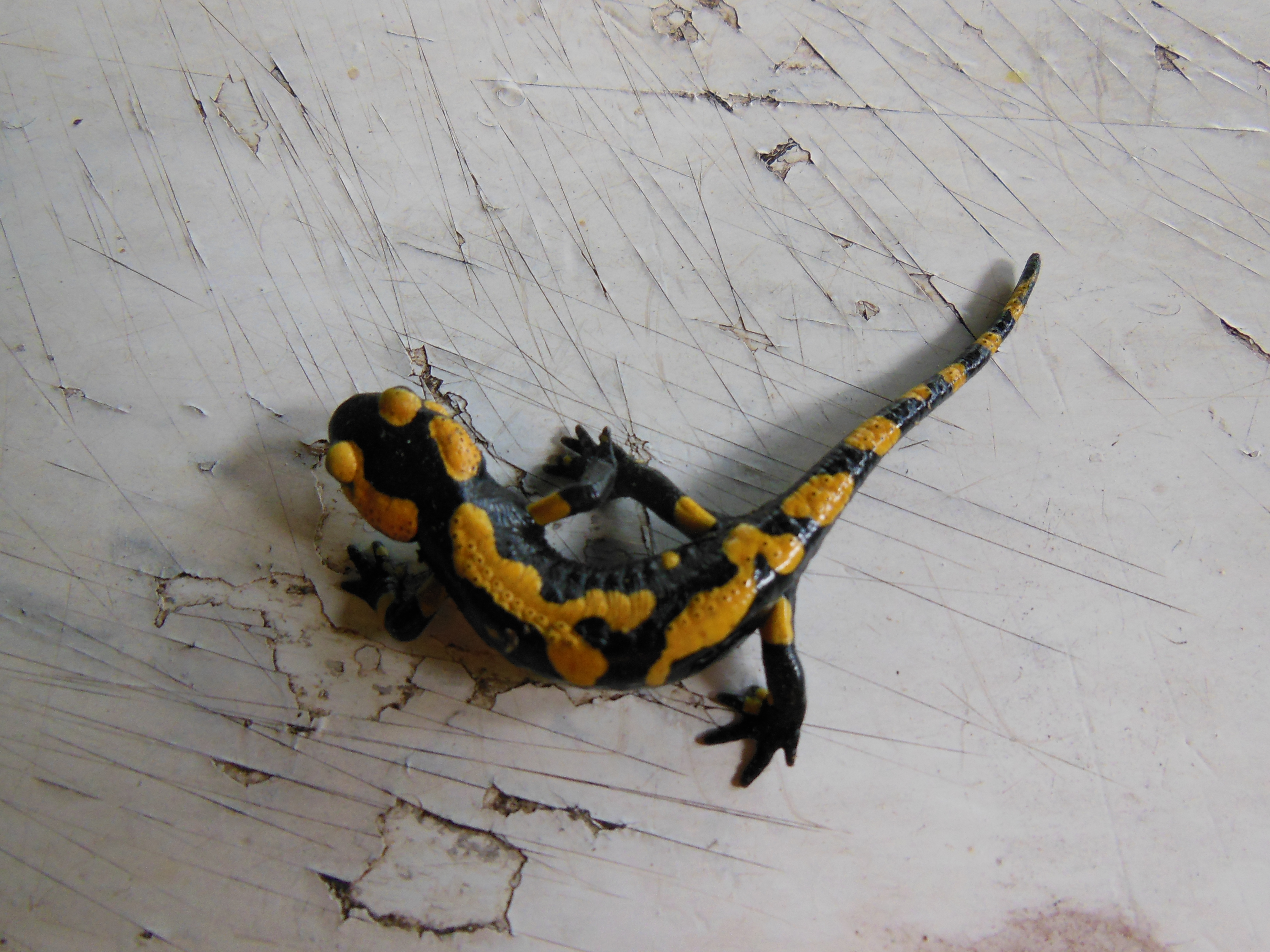
Саламандра в с. Мала Уголька

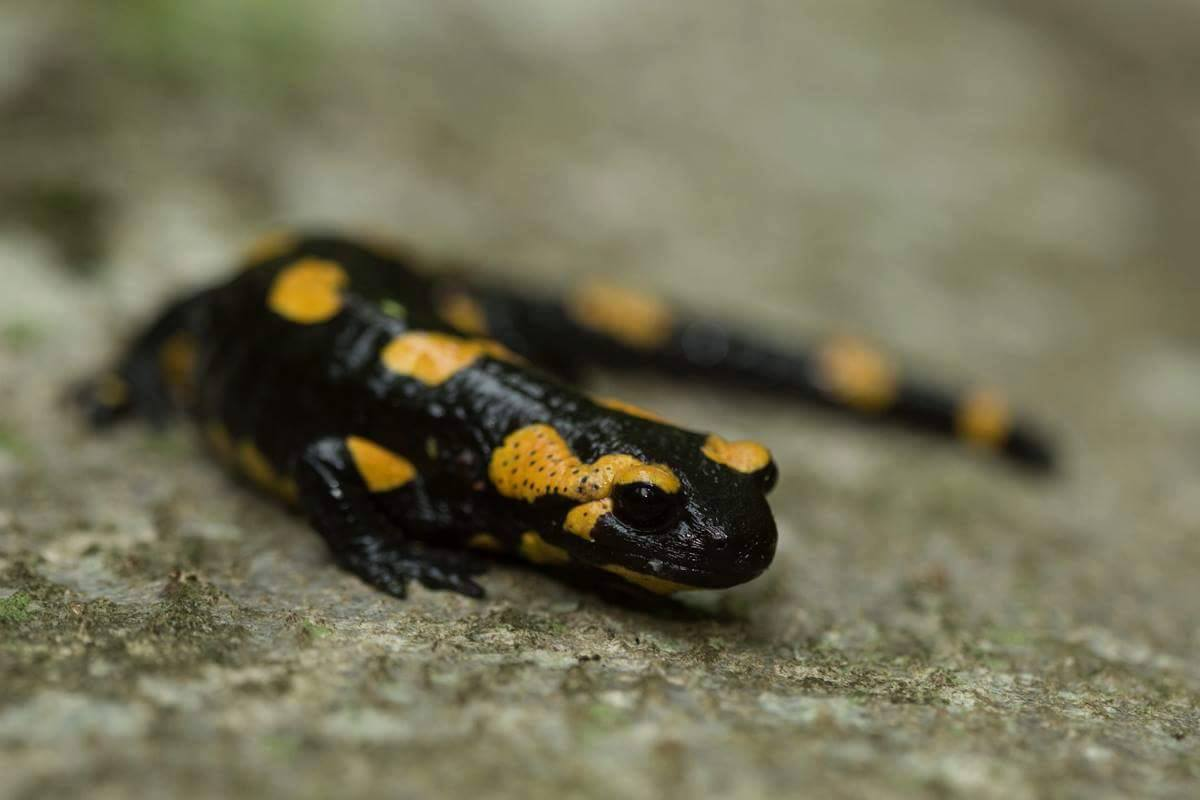
Вогняна саламандра у всій красі

## Чисельність
Вивчення чисельності саламандр у різні сезони активності у Закарпатті показує наявність 3-5 особин на 100 метрів маршруту. У залісених долинах гірських річок Карпат чисельність дорослих та цьоголітків вища і може досягати 45-50 особин на квадратний кілометр. У Карпатському біосферному заповіднику найвища щільність цих тварин в Угольско-Широколужанському масиві, де вона становить 12-80 особин на гектар. Серед цих тварин 60 % представлено дорослими особинами, близько 30 % напівдорослими і 10 % молодими.
Матеріали абсолютних обліків личинок саламандр у декількох ділянках Чернівецької та Івано-Франківської областей у 2003—2005 роках свідчать про невисоку чисельність тварин у цьому регіоні. Так в околицях селища Долішній Шепіт (Вижницький район Чернівецької області) середня чисельність личинок становить 8.2 особин на квадратний метр площі водойми. В Горганському заповіднику і Івано-Франківській області ці ж цифри становили 4.9 і 6.3 особин на квадратний метр.
В інших ділянках ареалу (Швейцарські Альпи) щільність тварин в одній з популяцій істотно вища (1116 ос./га) і 51 % тварин тут представлено самцями, 40,5 % самицями і 5 % молодими. Розміри індивідуальних ділянок у самців становлять 30 квадратних метрів, у самиць — 25. Разом з цим чисельність популяцій саламандр тут скорочується за рахунок зменшення виживання дорослих тварин. При цьому розрахунки свідчать, що чисельність цих амфібій може залежати від двох показників: виживання дорослих тварин та поповнення популяції особинами нових генерацій.

## Опис

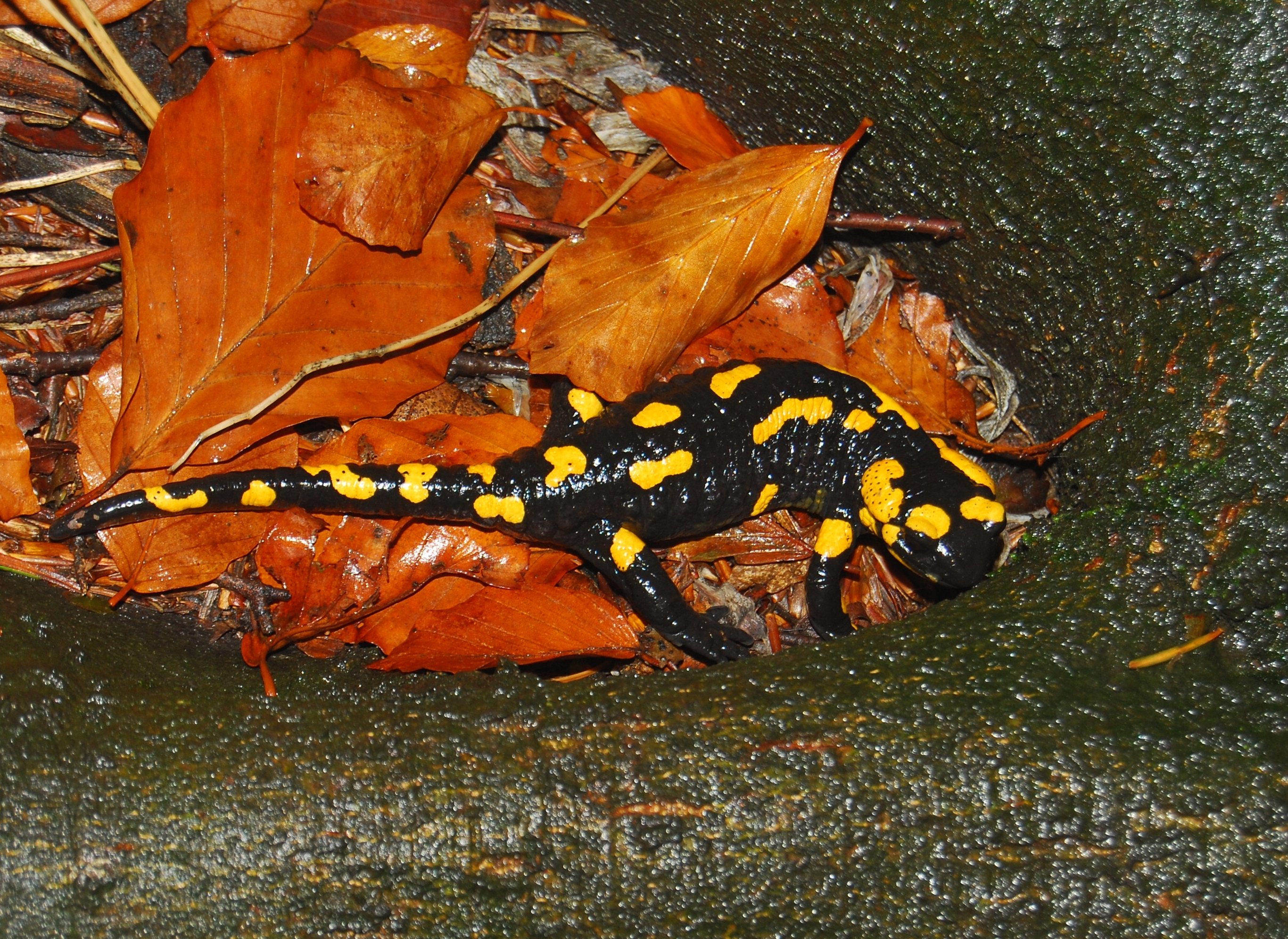
Вогняна саламандра

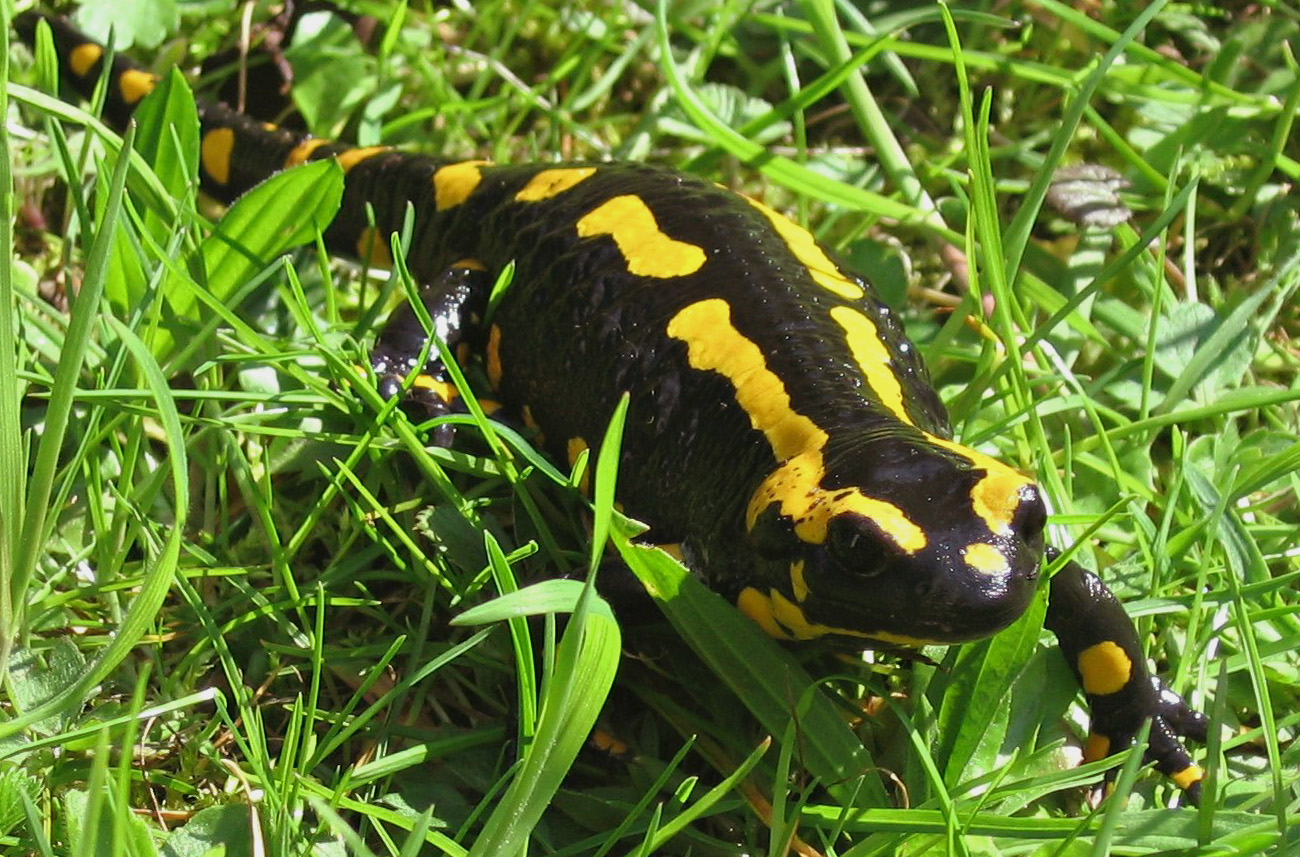

Найбільші хвостаті земноводні України, загальна довжина дорослих тварин досягає 150 — 250 мм. У земноводних цього виду масивні голова і тулуб, круглий у поперечному розтині хвіст. Очі великі, позаду них розміщені опукло-довгасті отруйні залози — паротиди. На передніх кінцівках по 4, на задніх по 5 пальців, плавальні перетинки не розвинуті. Тіло сегментовано 10-12 вдавлюваннями, так званими костальнийми (реберними) борознами, які переходять на передню частину хвоста. Піднебінні зуби мають вигляд двох S — подібних рядів. Забарвлення тіла чорне (маскувальне та застережливе) з яскраво-жовтими плямами неправильної форми (деякі особини можуть їх не мати), малюнок мінливий. Статевий диморфізм виявляється у більш опуклій формі клоаки самців (виразніше виявляється у шлюбний період). Самиці дещо більші й відрізняються деякими пропорціями тіла. Личинки, окрім розмірів, відрізняються від дорослих тварин зовнішніми зябрами, наявністю на спинному боці й хвості шкіряної складки та темно-сірим забарвленням з невиразно розвиненими плямами (є також дрібні золотисті цяточки, що надають тілу золотистого відтінку).

Отрута шкірних залоз плямистої саламандри діє на нервову систему і є доволі токсичною для ссавців, її середня смертельна доза становить 1.2 мг на 1 кг маси жертви. Не виключено, що захисна функція шкірних виділень також пов'язана з їхньою антигрибковою та антибактеріальною дією.

Дані про мінливість забарвлення та візерунку плямистої саламандри в Україні обмежені, хоча виділення багатьох підвидів у Західній Європі пов'язано саме з цими ознаками. Мінливість зовнішньоморфологічних (розмірних) ознак українських саламандр вивчена лише частково. Так, відомо, що самці прикарпатської вибірки відрізнялися більш вузькою головою й паротидами, а також дещо коротшим хвостом порівняно з тваринами із Закарпаття. Не виключено, що ці відміни пов'язані з міжпопуляційною мінливістю.

## Поведінка
Саламандри характеризуються виразною прив'язаністю до одних і тих самих ділянок. Так близько 20 % особин у Карпатському біосферному заповіднику були знайдені через рік у радіусі 20-25 м від точки мічення, а ще через 4 роки тут відзначені 10-15 % від кількості мічених тварин.
Початок активності навесні значною мірою визначається погодними умовами, однак у Карпатах ці земноводні пробуджуються після зимової сплячки досить рано — у березні-квітні. Відзначені випадки появи та пересування саламандр в лютому (як правило у теплу зиму) прямо по ділянках снігу. На зимівлю йдуть у вересні-листопаді. Зимують групами в підземних сховищах, у порожнинах під коренями дерев, під камінням, у норах, льохах і підвалах.
Дорослі тварини звичайно ведуть присмерково-нічний спосіб життя, однак при підвищенні вологості повітря в похмурні чи дощові дні до 90 % і більше можуть бути активними і вдень. Останнє характерне і для самиць в період розмноження. Денними прихистками саламандри зазвичай слугують трухляві пні, волога листова підстилка, порожнини під каменями хоча також були відзначені випадки, коли вони самостійно рили нори у м'якому ґрунті.
Природні вороги саламандри — змії (звичайний та водяний вуж), птахи (водомороз, пронурок), ссавці (кабан). Личинками саламандр можуть харчуватися багато видів водяних хребетних — риби, тритони, жаби, а також личинки водяних жуків.

## Розмноження
Сезон розмноження розтягнутий майже на весь період літньої активності, але найчастіше парування припадає на червень-липень. Паруванню передує складна та оригінальна шлюбна церемонія. Запліднення може відбуватися як в воді так і на суші. Самець відкладає на ґрунт сперматофор, після чого самиця захоплює його клоакою. Сперматозоїди у сперматеці самиці можуть зберігати здатність до запліднення протягом трьох років. Відомі випадки парування, коли самиці мали вже розвинених зародків у яйцеводах. Яйця розвиваються у тілі самки близько 5-10 місяців.
Вагітність та народження личинок може відбуватися не тільки протягом двох сезонів (відхід вагітних самиць на зимівлю в листопаді і народження личинок по закінченні зимівлі — приблизно у квітні), але й протягом одного року. У всякому випадку, існують відмінності в циклах розмноження самиць, що населяють регіони, розташовані на різних висотах. Так, на високогір'ї Карпат самиці народжують один раз на два роки, на передгір'ях та низькогір'ї — щороку.
Однією з цікавих особливостей біології є здатність розмножуватися в умовах печер. Так, в Угольському лісництві Карпатського заповідника у печерах з постійною температурою близько 9 °C саламандри активні цілорічно, а їхні личинки відзначені у штольнях заказника «Кузій» у постійних водоймах.
Через 5-10 місяців після запліднення самиця протягом 7-10 днів народжує у воду сформованих личинок або відкладає яйця з розвинутими личинками. Існують відмінності у розмірах новонароджених личинок: на високогір'ї їхня довжина становить близько 45 мм, на низькогір'ї — близько 30 мм. Одна самка народжує від 2 до 70 личинок (найчастіше 25-30).
Личинкам цього виду характерне явище канібалізму, який виявляється не тільки на стадії активного живлення, але й при їх перебуванні у яйцеводах (тут вони можуть живитися не лише незаплідненими яйцями, але й іншими личинками).
Розвиток личинок у природі звичайно триває 3-3,5 місяців, хоча за лабораторних умов при температурі близько 20 °C ці строки скорочуються приблизно до одного місяця. У деяких випадках личинки не завершують метаморфоз перед зимівлею, але в цей період вони ведуть активний спосіб життя, про що свідчить вміст їхніх шлунків. Такий самий феномен відомий також для популяцій саламандр у Центральній Іспанії, де розвиток личинок розтягується на період до двох років.
Личинок саламандри плямистої можна зустріти в невеликих чистих затінених струмках, де тримаються ділянок із слабкою течією. Хімічний аналіз води нерестових водойм показав, що вони характеризуються рН 6,1-9,4, твердістю (мекв./л) 0,4-2,4, лужністю (мекв.) 0,2-1,9.
Метаморфоз триває до кінця серпня — початку вересня. Статевозрілими саламандри стають на 3-4-му році життя при загальній довжині тіла близько 120 мм (самці) та 140 мм (самиці)

## Харчування
До складу живлення дорослих саламандр входять різні види безхребетних (гусінь метеликів, двокрильців, дощові черви, рідше — павуки, жуки тощо) та хребетних (личинки інших видів земноводних). Порівняння раціонів наземних саламандр, тритонів та безхвостих амфібій свідчить про те, що за складом живлення саламандри стоять ближче до безхвостих амфібій, ніж до тритонів. У живленні личинок чимало видів реофільних безхребетних: бокоплави, личинки обиденок та двокрилих.

## Генетика
Описів хромосомного набору саламандр з України немає, однак, судячи з результатів їх вивчення у Західній Європі, каріотип цих амфібій найвірогідніше також характеризується набором з 24 двуплечих хромосом (2n = 24, NF = 48). Рівні гетерозиготності саламандр Карпат та цих амфібій з дещо західніших популяцій Європи істотно відрізняються: Hexp = 0,01 і 0,0026 відповідно. Представники різних підвидів у Західній Європі (S. s. salamandra і S. s. terrestris) в природних умовах часто схрещуються між собою. В Німеччині наявна 140-кілометрова зона, у якій відбувається їх гібридизація. Порівняння генотипів плямистої та альпійської саламандри Лантца (S. lantzai) показує, що генетична відстань (DNei) між ними становить 0,87. Саламандри Іберійського півострова, яким притаманне живонародження або яйцеживонародження, не відрізняються між собою за генами, що містяться в мітохондріях. Плямиста саламандра характеризується одним з найвищих у тварин цієї групи рівнів вмісту ДНК в ядрі — 68,5 пг, однак внутрішньовидова мінливість цього показника незначна, хоча порівняння розміру генома саламандр підвидів S. s. salamandra і S. s. terrestris дає відміну 8 %.

## Галерея

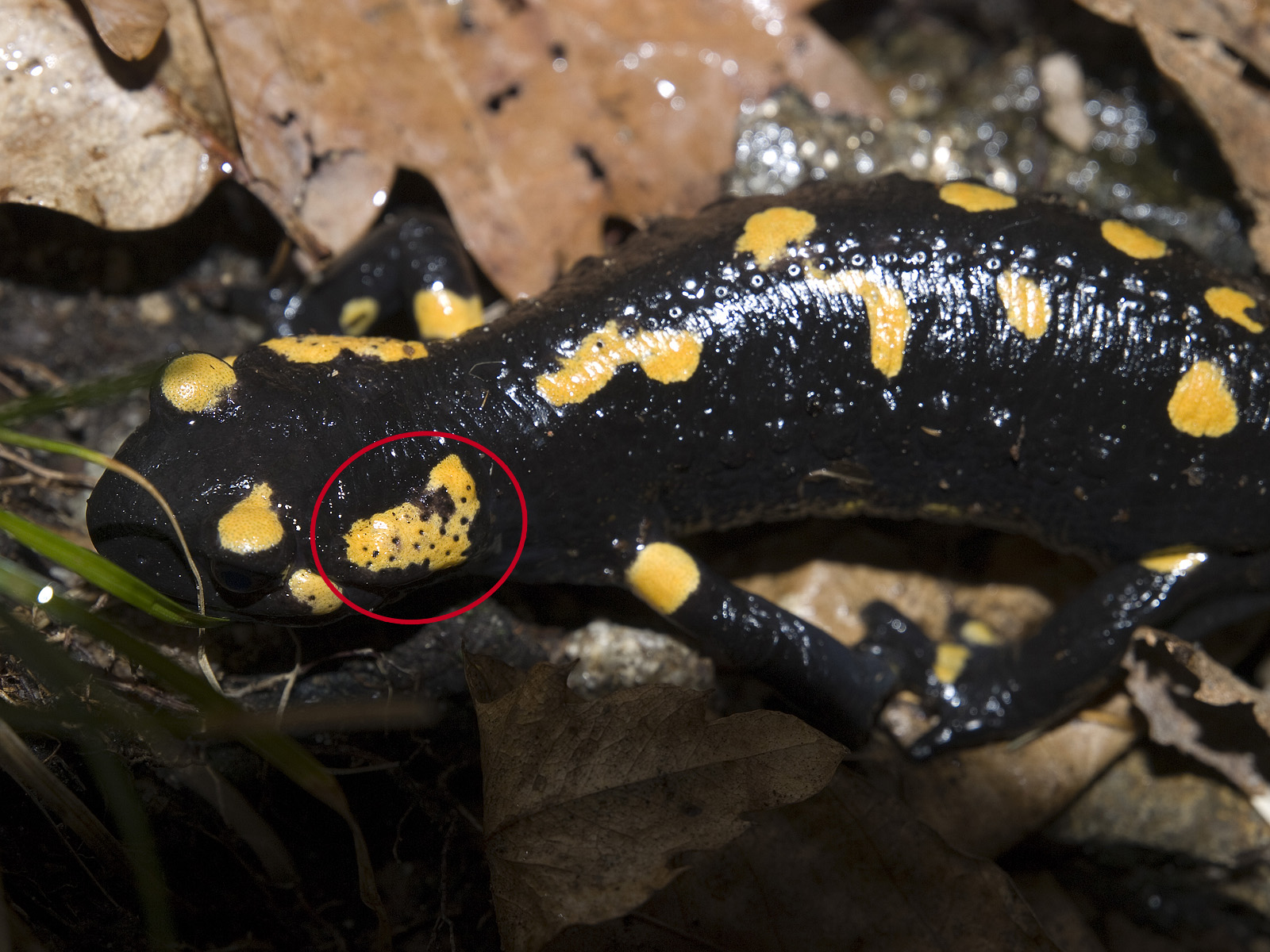
Розташування паротид
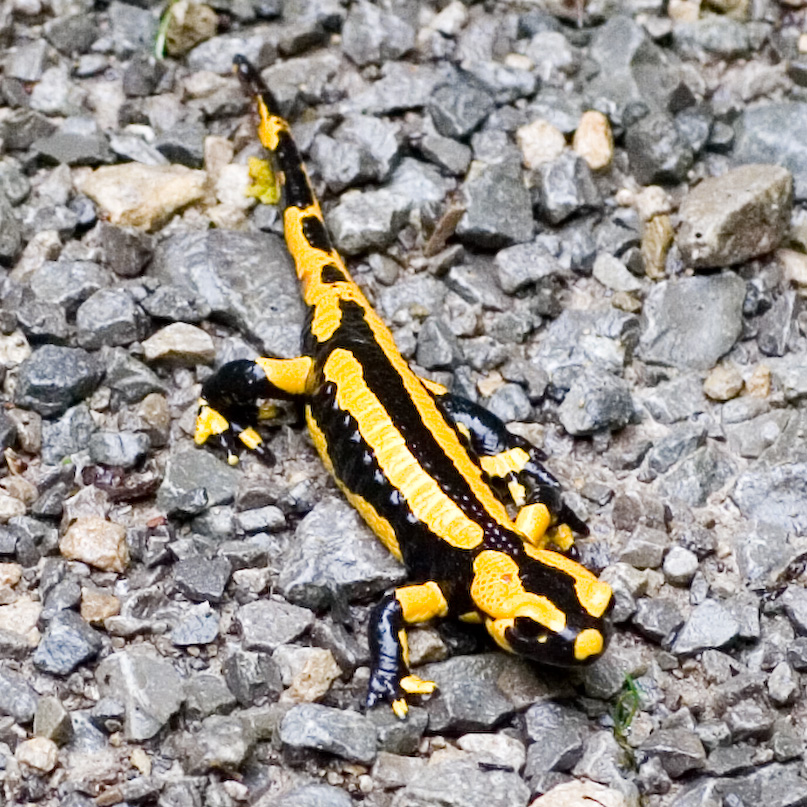
Смугастий варіант забарвлення
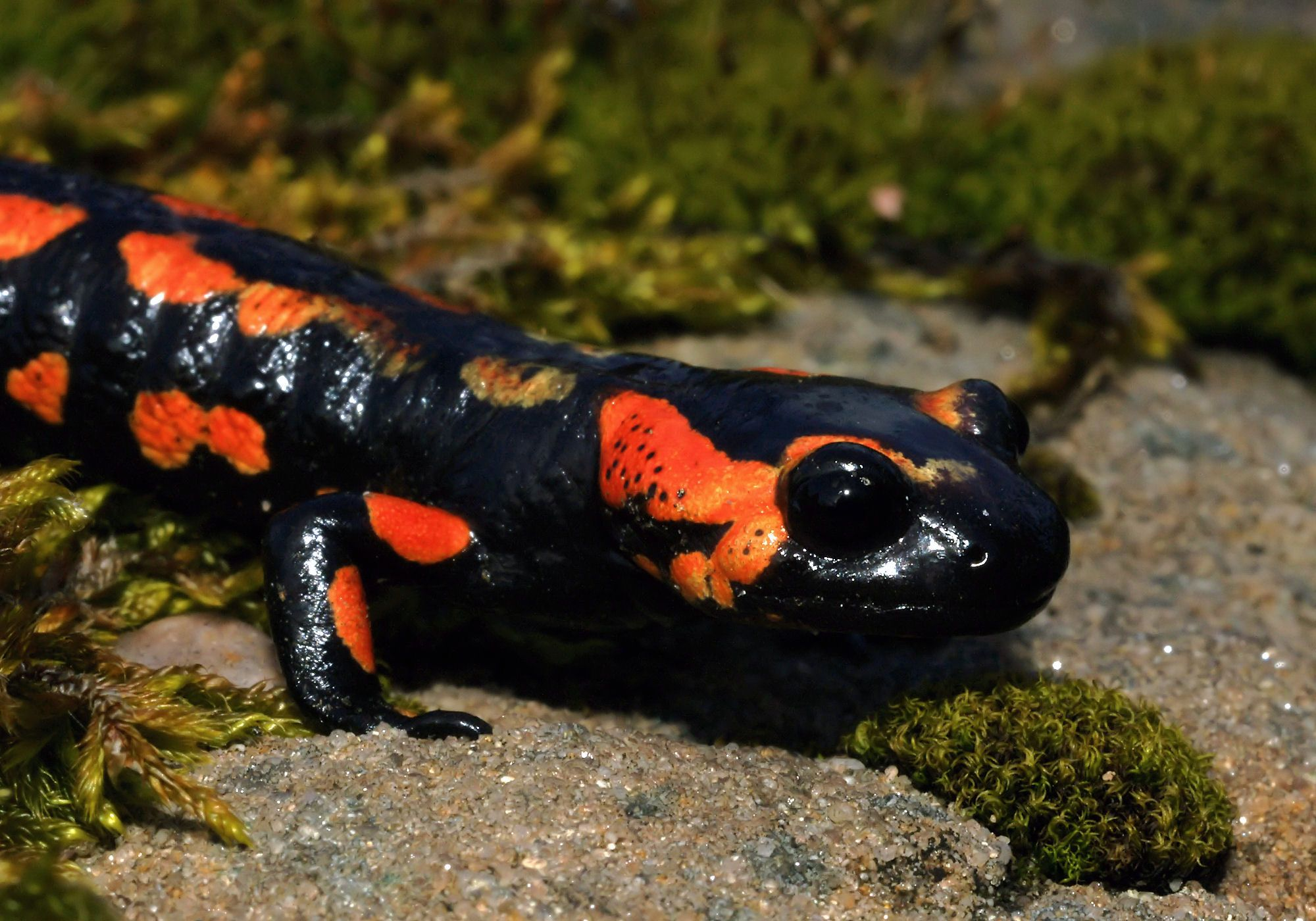
Червоно-помаранчева форма
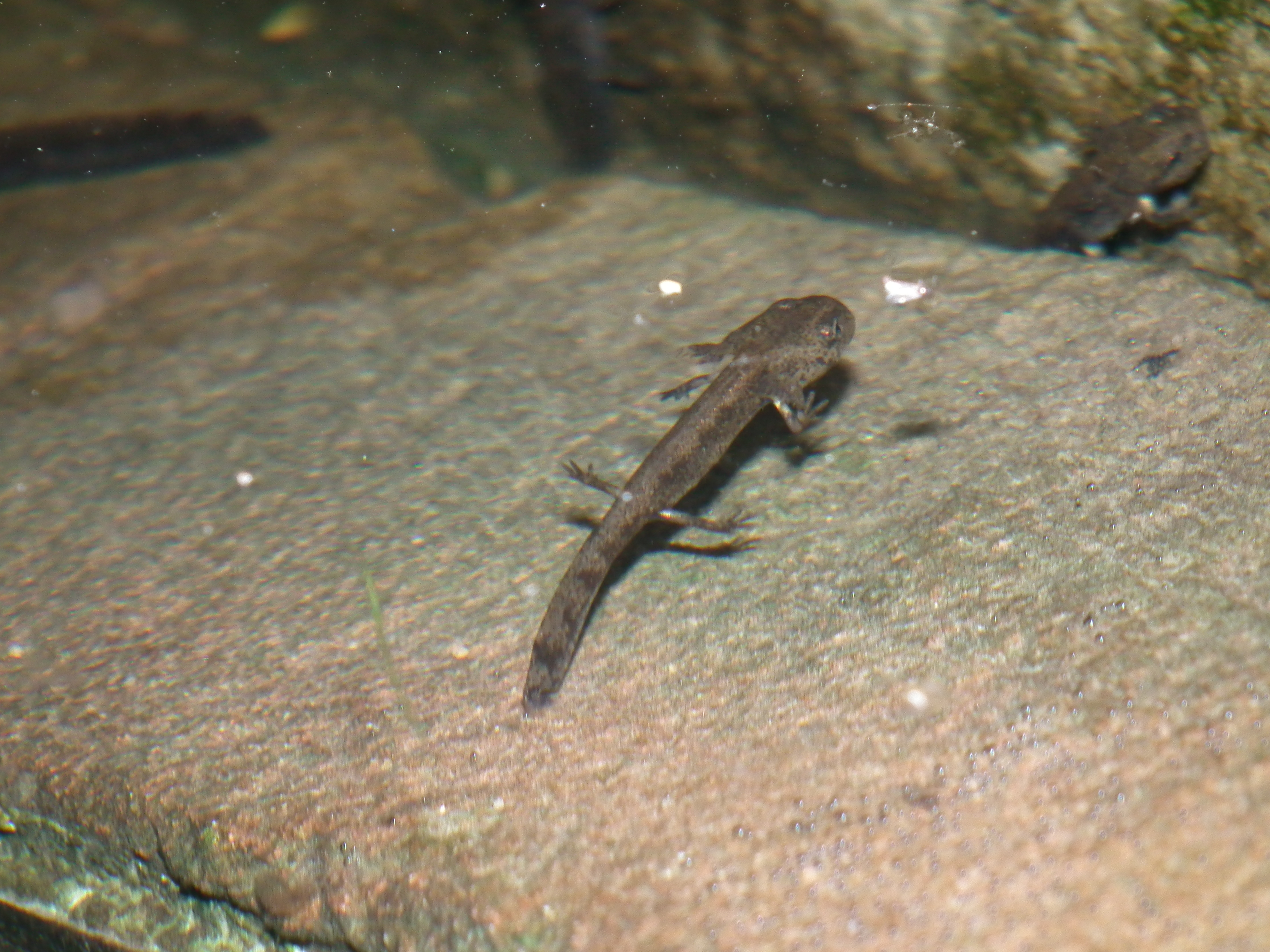
Личинка
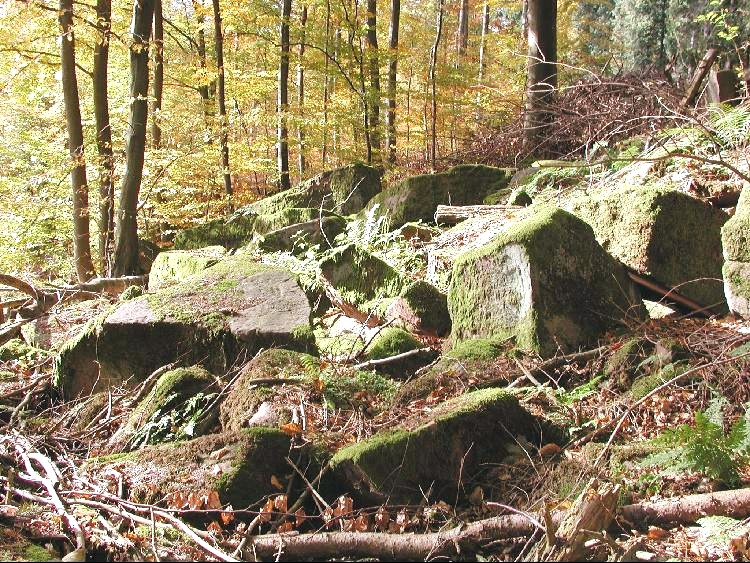
Типове оселище
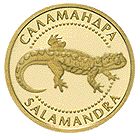
Золота монета НБУ, присвячена саламандрі плямистій
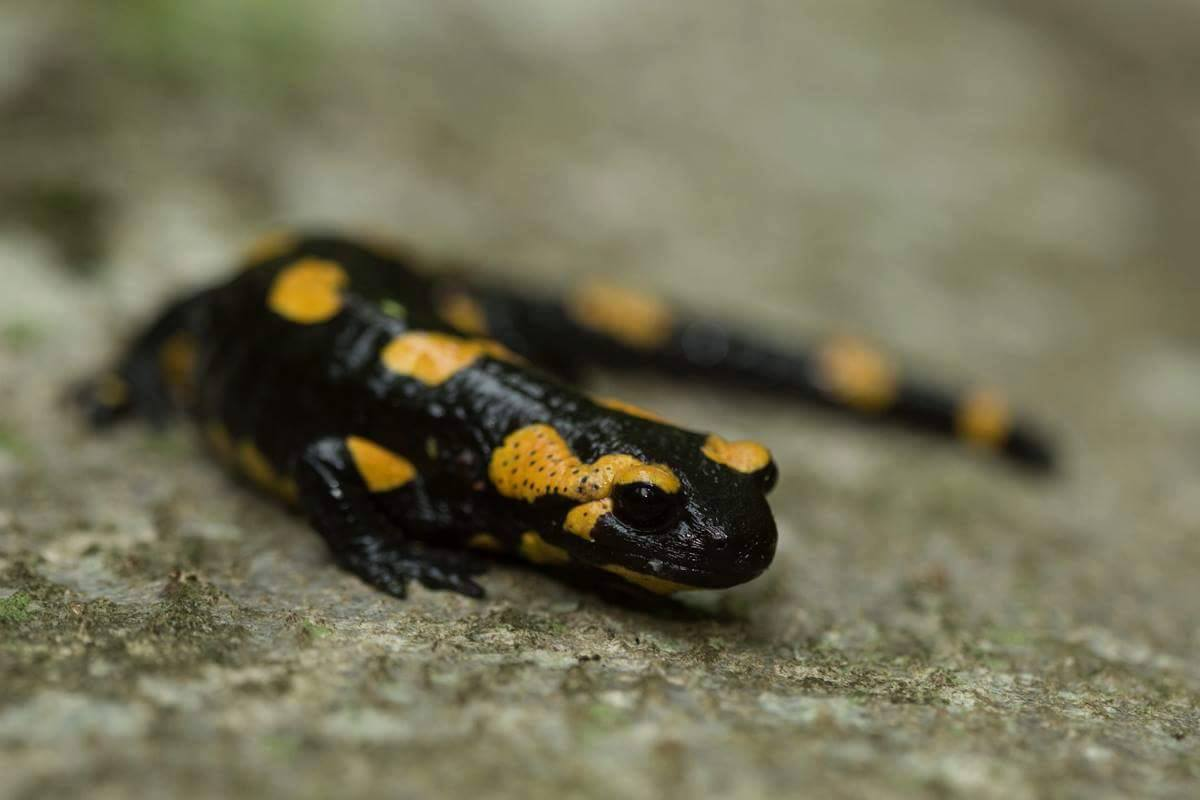
Саламандра вогняна або звичайна гріється на сонечку навесні
- Саламандра біля водоспаду Чемернарський Гук
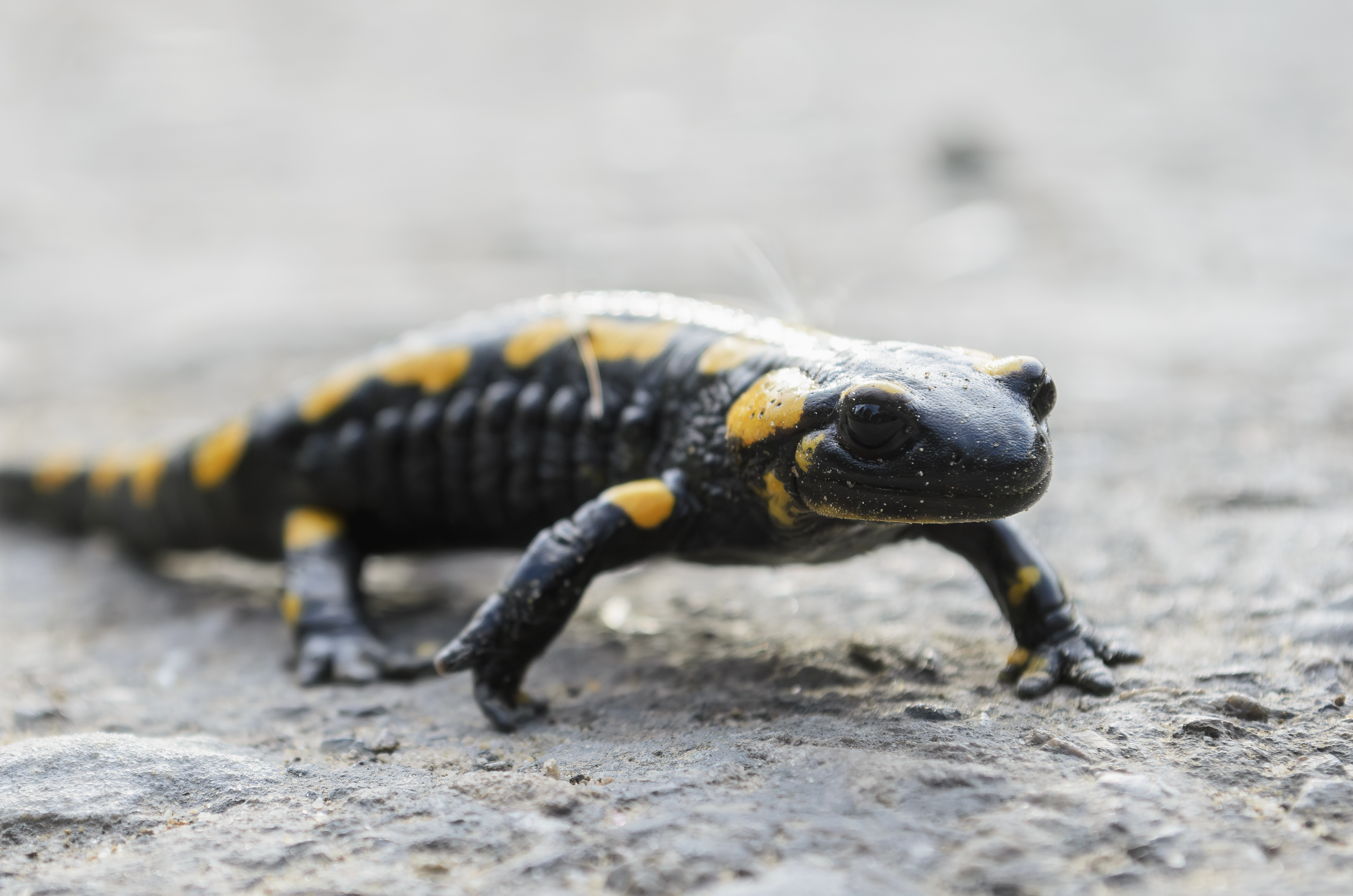
Вогняна саламандра на вулицях м. Яремче, Івано-Франківська обл.